# 肉托榕
肉托榕（学名：Ficus squamosa）为桑科榕属的植物。分布于尼泊尔、泰国、缅甸、不丹、锡金、印度北部以及中国大陆的云南等地，生长于海拔730米至1,150米的地区，多生长于湿润雨林中，目前已由人工引种栽培。

## 别名
紫果榕（云南种子植物名录）